# Nina Gordon
Nina Rachel Shapiro Gordon is een Amerikaanse rockzangeres.
Samen met Louise Post richtte zij de band Veruca Salt op. In 1998 verliet zij Veruca Salt en heeft sindsdien twee soloalbums gemaakt. Het tweede album was oorspronkelijk getiteld Even the Sunbeams, maar is onder deze naam nooit uitgebracht omdat het volgens haarzelf niet goed genoeg was. Nummers van dit album verschenen in nieuwe arrangementen uiteindelijk op haar definitieve tweede album Bleeding Heart Graffiti. De nummers die Bleeding Heart Graffiti niet haalden zijn in 2007 alsnog als mp3 gratis beschikbaar gemaakt op haar eigen website.

## Discografie

### Veruca Salt
- 1994 American Thighs
- 1997 Eight Arms to Hold You

### Solo
- 2000 Tonight and the Rest of My Life
- 2006 Bleeding Heart Graffiti

- International Standard Name Identifier: 0000 0000 3956 9115
- Library of Congress Control Number: no00092784
- MusicBrainz: e82d6159-2558-4ab4-83ca-fa1cd2bc29a5
- Virtual International Authority File: 75868187
- WorldCat: E39PBJyWXrBpBmdY47BpXQBdcP